# Zouafques
Zouafques település Franciaországban, Pas-de-Calais megyében. Lakosainak száma 590 fő (2022. január 1.). Zouafques Recques-sur-Hem, Nordausques, Tournehem-sur-la-Hem és Zutkerque községekkel határos.

## Népesség
A település népessége az elmúlt években az alábbi módon változott:
| Lakosok száma | 627  | 639  | 635  | 609  | 594  | 593  | 596  | 591  | 590  |
|               | 2013 | 2015 | 2016 | 2017 | 2018 | 2019 | 2020 | 2021 | 2022 |